# Howard Cedar
Howard Cedar ou Chaim Cedar (em hebraico:  חיים סידר; Nova Iorque, 12 de janeiro de 1943) é um bioquímico israelence nascido nos Estados Unidos. Trabalha com metilação do DNA, o mecanismo que ativa e desativa genes.

## Biografia
Cedar nasceu nos Estados Unidos. Obteve um grau de bacharel no Instituto de Tecnologia de Massachusetts (MIT) e, em 1970, um MD e um PhD na Universidade de Nova Iorque.
De 1971 a 1973 trabalhou no United States Public Health Service nos Institutos Nacionais da Saúde em Bethesda, Maryland.
Em 1973 associou-se à Escola de Medicina da Universidade Hebraica de Jerusalém, sendo atualmente professor emérito do Departamento de Biologia do Desenvolvimento & Pesquisa do Câncer, Institute For Medical Research, Israel-Canada (IMRIC).

## Prêmios e honrarias
- Em 1999 Cedar recebeu o Prêmio Israel de biologia.[3]
- Em 2003 foi eleito membro da Academia de Ciências e Humanidades de Israel.
- Em 2008 recebeu o Prêmio Wolf de Medicina, juntamente com Aharon Razin, "por suas contribuições fundamentais para nosso entendimento do papel da metilação do DNA no controle da expressão genética."
- Em 2009 recebeu o Prêmio EMET por seu trabalho em pesquisa sobre o câncer.
- Em 2011 recebeu o Prêmio Internacional da Fundação Gairdner, juntamente com Aharon Razin, por suas "descobertas pioneiras sobre a metilação do DNA e sua função na expressão genética."
- Em 2011 recebeu o Prêmio Rothschild de Biologia
- Em 2016 recebeu o Prêmio Louisa Gross Horwitz juntamente com Aharon Razin e Gary Felsenfeld.[4]